# Егоров, Пугинский, Афанасьев и партнёры
Адвока́тское бюро́ «Его́ров, Пуги́нский, Афана́сьев и партнёры» (ЕПАиП, EPA&P, АБ ЕПАМ) — российская юридическая фирма, основанная в 1993 году. Имеет офисы в Москве, Санкт-Петербурге, Лимассоле, ОАЭ и Кыргызстане и ассоциированный офис в Минске.

## История
В 1993 году Дмитрий Афанасьев, закончивший юридический факультет ЛГУ в 1989 году и успевший несколько лет поработать в США в юрфирмах Schnader Harrison Segal & Lewis и Wolf, Block, Schorr & Solis-Cohen, присоединился к партнёрству Николая Егорова и Бориса Пугинского. Егоров был некогда сокурсником Владимира Путина по юрфаку ЛГУ и продолжал там же преподавать право, одним из его студентов был Афанасьев; бывшего заместителя начальника юстиции России Бориса Пугинского Афанасьев знал через его сына. 
Николай Егоров возглавил офис в Санкт-Петербурге, Пугинский — в Москве, а Афанасьев открыл небольшой офис в Филадельфии, ориентированный на американские корпорации, инвестирующие в Россию. Одним из самых ценных клиентов стала юрфирма Dechert, отдавшая в ведение нового адвокатского бюро выходивших на постсоветский рынок отельеров Marriott International и инвестфонд Franklin Templeton. 
Афанасьев вернулся в Россию лишь в 1999 году, передав филадельфийский офис новому партнёру — Брюсу Марксу, бывшему партнёру в Spector Gadon & Rosen. Некоторое время адвокатское бюро носило имя «Егоров, Пугинский, Афанасьев и Маркс» (ЕПАМ), что до сих пор отражено в доменном имени epam.ru. В 2001 году ввиду разногласий Маркс вышел из партнёрства, с его уходом был закрыт офис в Филадельфии.
К 2006 году число юристов достигло ста человек. В России бюро уступало по размеру штата лишь фирме «Пепеляев, Гольцблат и партнёры», но занимала первое место по размеру выручки, которую Forbes оценивал в 24 млн долларов.
В апреле 2007 года фирма открыла свой офис в Лондонe. Его возглавил Аллен Томас, выходец из Paul, Weiss, Rifkind, Wharton & Garrison.
Летом 2011 года было объявлено о слиянии с украинской юридической фирмой Magisters, ставшей к тому времени в результате серии слияний заметным игроком на рынке СНГ. В киевском, минском, астанинском и московском офисах Magisters, основанной в 1997 году, работали около ста юристов, а годовая выручка составляла порядка 26 миллионов долларов США. «Егоров, Пугинский, Афанасьев и партнёры» по числу юристов были вдвое крупнее, а по выручке — впятеро (рейтинг The Lawyer European 100 оценивал её в 139 млн долларов за 2010 год). Объединённая юридическая компания стала лидером среди юридических компаний Восточной Европы как по количеству юристов, так и по выручке. В мировом рейтинге адвокатское бюро вошло в сотню крупнейших юридических фирм мира по числу юристов. В рейтинге The Lawyer European 100— 2011 объединённая фирма заняла 18-е место среди европейский независимых юридических компаний. Вскоре после объединения фирма открыла ассоциированный офис в Вашингтоне, который возглавил партнёр киевского офиса Magisters Эндрю Мак.

## Рыночная позиция
В рейтинге крупнейших юридических фирм в России, составленном «Коммерсантом» в 2015 году, бюро занимает первое место по размеру выручки от российской практики, а также лидирует в рейтингах по четырём направлениям юридической практики: Международный коммерческий арбитраж, Корпоративные споры, Банкротство, Антимонопольные споры и консультирование.
Председатель комитета партнёров адвокатского бюро Дмитрий Афанасьев стал победителем премии The Lawyer European Awards 2015 в номинации «Управляющий партнёр года в Европе». 8 сентября 2015 указом президента России Дмитрию Афанасьеву было присвоено звание «Заслуженный юрист Российской Федерации». 
В рейтинге лучших юристов России The Best Lawyers 2016 представлены 42 юриста «Егоров, Пугинский, Афанасьев и партнёры» — лучший показатель среди юридических фирм, имеющих российскую практику. Управляющий партнёр бюро Илья Никифоров получил максимальное количество упоминаний в рейтинге: Best Lawyers рекомендовали его 13 раз для различных специализаций. Также в тройку лидеров вошёл Дмитрий Афанасьев с персональными рекомендациями в шести различных категориях.